# Eupithecia devestita
Eupithecia devestita là một loài bướm đêm trong họ Geometridae.